# キュリー定数
キュリー定数（―ていすう）は、常磁性体の磁化率のキュリーの法則や強磁性体、反強磁性体のキュリー・ワイスの法則に表れる物質に固有な物性値である。
{\displaystyle C={\frac {Ng^{2}\mu _{B}^{2}J(J+1)}{3k_{\mathrm {B} }}}},
ここで
{\displaystyle N} は磁気モーメントの数
{\displaystyle g} はランデのg因子
{\displaystyle \mu _{B}} はボーア磁子
{\displaystyle J} は全角運動量量子数
{\displaystyle {k_{\mathrm {B} }}} はボルツマン定数。
または局在磁気モーメントの大きさの二乗平均{\displaystyle \langle m\rangle =g\mu _{B}{\sqrt {J(J+1)}}}を用いて、以下と表すこともできる。
{\displaystyle C={\frac {N\langle m\rangle ^{2}}{3k_{\mathrm {B} }}}}
これにより、キュリー定数を測定することで局在磁気モーメントの大きさを推定することができる。
磁気モーメント{\displaystyle \mu }の2準位系（イジング模型）では公式は簡単に以下のように表せる。
{\displaystyle C={\frac {N\mu ^{2}}{k_{\mathrm {B} }}}}
この定数は常磁性体の磁化率{\displaystyle \chi }と温度{\displaystyle T}の関係に関するキュリーの法則に表れる。
{\displaystyle \chi ={\frac {M}{H}}={\frac {C}{T}}}.
ここで{\displaystyle M}は磁化、{\displaystyle H}は外部磁場。この公式はピエール・キュリーによって初めて導かれた。